# Lwiza John
Lwiza Msyani John (sinh ngày 19 tháng 12 năm 1980 tại Dar-es-Salaam) là một vận động viên người Tanzania, chủ yếu thi đấu ở cự ly 800 mét. Thành tích tốt nhất của cô ấy là 1: 59,58 phút, đạt được vào năm 2000.

## Thành tích
- Đại hội thể thao châu Á 2003 - huy chương vàng
- Đại hội Thể thao toàn châu Phi 2003 - huy chương đồng
- Giải vô địch Đông Phi 2003 - huy chương vàng
- Giải vô địch Đông Phi 2001 - huy chương vàng
- Giải vô địch Đông Phi 2001 - huy chương vàng (200 mét)
- Giải vô địch trong nhà thế giới IAAF 2001 - vị trí thứ tư